# Simon d'Oisy
 (février 2021).
Si vous disposez d'ouvrages ou d'articles de référence ou si vous connaissez des sites web de qualité traitant du thème abordé ici, merci de compléter l'article en donnant les références utiles à sa vérifiabilité et en les liant à la section « Notes et références ».
Simon d'Oisy (1115-1171), seigneur d'Oisy et de Crèvecœur, châtelain de Cambrai, vicomte de Meaux.

## Cri d'armes
"Crèvecœur et Oisy"

## Histoire
- En 1135, Simon succède à son père pour l'ensemble des titres et possessions de ce dernier.

- En 1140, Simon reçoit de Saint Bernard une lettre très affectueuse dans laquelle il recommande à sa protection les moines de Vaucelles, et le prie de ratifier la donation faite par son père[2].

- Avant 1145, il épouse Ade de Vermandois, dame de La Ferté-Ancoul/-sous-Jouarre et vicomtesse de Meaux, fille de Geoffroy sire de La Ferté-Ancoul (-sous-Jouarre) et vicomte de Meaux, et de la capétienne Constance de Vermandois.

- En 1150, Simon confirme les dons faits par ses ancêtres à l'Abbaye du mont Saint-Éloi.

- En 1151, il confirme les dons faits par les parents de sa femme aux moines de Saint Martin des Champs à Paris.

- En 1152, il confirme avec Ade, en tant qu'héritiers, une donation de son beau-père Geoffroy, comte de la Ferté-Aucourt à l'Abbaye d'Essommes[3].

- En 1153, au cours d'un festin donné par l'évêque de Cambrai, en présence de son cousin Gilles, Simon se querelle avec Jean de Marcoing au sujet du château de Marcoing, récemment relevé par ce dernier. Si aucune effusion de sang ne fut constatée, ce fut cependant le point de départ d'une nouvelle brouille avec l'évêque de Cambrai, qui se clôturera en 1159 après un conflit concernant le Comte de Flandre, l'évêque de Cambrai et le sire d'Oisy.

- En 1158, il détruit la forteresse de Sauchy

- En 1160, Simon fait la remise à l’abbé de Saint Vaast, Martin, du droit de travers qui lui était dû dans l’étendue de ses domaines.

- En 1163, il confirme les donations faites à Ham.

- En 1165, il accorde aux abbayes de l’ordre de Cîteaux l’exemption de tout droit de vinage, péage, tonlieu, etc dans l’étendue de ses domaines et Ade fait une importante donation à l’Abbaye de Longpont.

- En 1166, Simon, châtelain de Cambrai, Ade et leur fils Hugues donnent à l’Hôpital de Jérusalem, pour la rédemption de leurs âmes, une rente à prélever sur leur revenu d’Oisy. Veuf d'Ade de Vermandois, il épouse N. de Gave, petite fille d'Eduin, comte de Ramerie

## Généalogie
Simon d'Oisy est le fils de Hugues II d'Oisy (1075-1139), et de Hildiarde de Fiennes (1085-1167), dame de Baudoin, sœur de Conon de Fiennes.
Marié vers 1141 à Ade de Vermandois, dame de La Ferté-Gaucher, fille de Geoffroy, sire de La Ferté-Gaucher, vicomte de Meaux, et de Constance de Vermandois (née vers 1089). Ce mariage l'apparente à Philippe d'Alsace, Comte de Flandre (car Philippe d'Alsace fut le mari de Mabille de Vermandois, fille de Raoul Ier de Vermandois. Raoul Ier et Constance étaient frère et sœur, enfants du capétien Hugues Ier dit le Grand et d'Adélaïde de Vermandois)
Il a pour descendants :
- Hugues III d'Oisy (1145-1189), connu aussi sous le nom d'Huon d'Oisy, trouvère artésien ;
- Gilles d'Oisy ( ? -1164), chevalier, tué dans un combat contre Thierry, Comte de Flandre, en 1164 ;
- Hugues d'Oisy, évêque non consacré de Cambrai de 1197 à 1198[5] ;
- Pierre d'Oisy, archidiacre, élu évêque de Cambrai en 1177[6] ;
- Hildiarde (Hildegarde) ( ? -1177), dame d’Oisy et de Crèvecœur, vicomtesse de Meaux, épouse d'André, seigneur de Montmirail et de La Ferté-Gaucher, et mère du connétable Jean de Montmirail ;
- Mathilde d'Oisy (1157-1169)[6].

## Querelle entre l'évêque de Cambrai et Simon d'Oisy[7]
En 1153, l’évêque de Cambrai, au retour d’un pèlerinage au tombeau de Saint Jacques de Compostelle, réunit dans un festin les princes seigneurs du pays. Simon d’Oisy, châtelain de Cambrai, Gilles, son cousin et Jean de Marcoing avec ses deux fils, assistaient à ce repas. Jean venait de relever sa forteresse de Marcoing, ce qui portait singulièrement ombrage au susceptible Simon d’Oisy. Celui-ci demanda au Seigneur de Marcoing de quelle autorité il avait construit ce fort qui le gênait : de l’autorité de l’évêque, lui fut-il répondu. Cette répartie, loin de le satisfaire, l’irrita même contre le prélat. Il le rendit solidaire de ce fait qu’il regardait comme un attentat à sa puissance seigneuriale et s’emporta au point que les fils de Jean prirent parti pour leur père d’une manière extrêmement violente. La seule présence de l’évêque empêcha que les dagues fussent tirées. Mais Simon d’Oisy conserva dans son cœur un projet de vengeance que les instances du prélat ne purent conjurer.
Le comte de Flandre revenait d’une expédition en Normandie, Simon d’Oisy l’alla trouver et lui offrit de le reconnaître pour son souverain en lui faisant entrevoir qu’il ne serait pas impossible que tout le cambrésis en fit autant. Le comte hésita d’abord à accepter cette proposition déloyale mais bientôt l’ambition le tenta et il vint piller le château de Thun qui appartenait à l’évêque. De là, grande alarme dans Cambrai. On voulut négocier avec le comte qui n’accorda qu’une trêve de huit jours. Or la trêve expirée, l’évêque, pour se venger de Simon de la ruine de Thun alla de son côté attaquer avec ses vassaux et les troupes de la ville, le château de Noyelles qui appartenait au seigneur félon. Il en fut bientôt le maître et le livra aux flammes. Mais on aperçut l’incendie du guet d’Oisy et Simon accourut avec les troupes du comte de Flandre. Il surprit à son tour l’évêque et sa petite armée. La mêlée fut rude : l’évêque fut blessé et pris. On le relâcha par respect pour sa dignité. Cent hommes restèrent sur le champ de bataille. Enfin on fit trois cents prisonniers parmi lesquels étaient Jean de Marcoing et l’un de ses fils. C’est alors que Simon d’Oisy se souilla dans un acte de lâcheté et d’une brutalité inconcevable. Il n’eut pas plutôt aperçu son ennemi de Marcoing qu’il voulut le tuer et le blessa dangereusement à la tête. L’affaire en resta là, l’évêque s’en tira en donnant au comte de Flandre et à ses successeurs la châtellenie de Cambrai dont il dépourvut Simon et sa postérité. Le comte s’en tint pour satisfait fort ébahi de l’issue de son intrigue apprit que félonie appelle honte et préjudice.
Le sire d’Oisy dont l’évêque avait fait son châtelain était presque aussi puissant que son maître autour de Cambrai. Néanmoins comme l’évêque n’avait pas commis la faute, pas plus que le comte de Flandre, d’inféoder à son châtelain la puissance militaire et judiciaire comme dans tout le comté du Plat-Pays, il put, à l’aide de ses autres vassaux du cambrésis, tenir en échec le puissant sire d’Oisy, et bientôt, grâce à l’intervention de ses voisins, le mettre hors d’état de nuire. Quelques mois de calme succédèrent à tous ces désastres.
En 1157, le comte Thierry, disposé à partir pour la Palestine, manda à tous ses vassaux de se trouver le douze mai à Arras. L’évêque de Cambrai s’en excusa, le châtelain Simon s’y refusa et rompit son hommage. Cette conduite irrita Philippe, fils de Thierry, qui était resté en Flandre. Ce jeune prince vint camper à Inchy le lundi 27 mai 1157, le pilla, ainsi que le château. Le lendemain il campa à Mœuvres et mit le feu à tout ce qui se trouvait à droite et à gauche jusqu’à Oisy, dont une partie fut brûlée, puis il licencia son armée. Il revint quelque temps après à Inchy avec infiniment plus de monde, attaqua le château qui se rendit le lundi 29 juillet 1157 après neuf jours de siège. La perte de cette forteresse, l’une des meilleures qu’eût Simon, lui fut fort sensible. Philippe ne s’en tint pas là : au mois de mai 1158, il assembla de nouveau ses troupes, en présence desquelles il fit bâtir le château de Sauchy pour tenir en respect la garnison d’Oisy et, à la fin de juillet, il repartit à la tête de son armée, dévasta les terres de Simon et forma le siège d’Oisy. Il dut se retirer devant la résistance de Simon plutôt que forcé par les pluies et la trahison. Simon d’Oisy était assez puissant à cette époque pour résister au comte de Flandre. L’hiver étant arrivé, il ne craignait aucun rassemblement en cette saison. Il devint agresseur en attaquant, le 28 décembre 1158, le nouveau château de Sauchy qu’il détruisit totalement. L’année suivante, 1159, Philippe entreprit une nouvelle expédition. Il fit le siège du château d’Havrincourt, qu’il leva, par amitié pour Gilles de Saint-Aubert, neveu de Simon, après avoir abattu un pan de muraille, il mit ensuite le feu aux environs et, le 22 juillet, il ravagea plusieurs villages, ainsi que les châteaux de Marcoing, Noyelles et de Cantin.
La paix se fit cependant en 1159, par la médiation de l’évêque, qui, oubliant tout ce que Simon avait fait contre lui, prit ses intérêts à cœur. Il fut conclu que le comte de Flandre recevrait en fief de l’évêque, la seigneurie d’Oisy et la châtellenie de Cambrai, qu’il les donnerait ensuite à Simon pour les relever immédiatement de lui. Cet accommodement se fit au mois de janvier 1160 et rendit la paix au pays qui en jouit pendant plusieurs années. 